# 박사유
박사유(朴師愈, 1703년 - 1767년 6월 2일)는 조선 후기의 문신이다. 포의로 생활하다 만년에 음서로 통덕랑(通德郞)을 지냈다. 사후 손자 박규수의 출세로 여러번 증직되어 증 이조판서에까지 이르렀다. 돈령부지사 박필균의 아들이고 연암 박지원의 아버지이며 환재 박규수의 증조부가 된다. 본관은 반남으로, 자는 퇴지(退之)이다.

## 생애
1724년(영조 즉위년) 12월 27일 노론계 인사인 생원 이덕보(李德普)등 197명과 함께 도봉서원에 송시열에 대한 제향을 회복해 주고 권상하(權尙夏) 등을 복관해 줄 것 등을 청하는 연명 상소를 올렸다.
아버지 박필균은 정2품의 고관이었지만 그는 오래도록 관직에 오르지 못하고 포의로 생활하다가 만년에 음서로 관직에 출사하여 통덕랑(通德郞)을 지냈다.
그뒤 손자 박규수의 출세로 1864년 증 통훈대부 장악원정에 추증되고, 1865년 다시 증 통정대부 이조참의에 추증되었다가 1873년(고종 10년) 다시 증 자헌대부 이조판서로 거듭 추증되었다.

## 가족 관계
- 할아버지 : 박태길(朴泰吉)
  - 친아버지 : 박필균(朴弼均)
    - 형님 : 박사헌(朴師憲)
    - 형님 : 박사근(朴師近), 당숙인 여호 박필주의 양자로 갔다.
    - 부인 : 이창원(李昌遠)의 딸
      - 아들 : 박지원(朴趾源)
      - 자부 : 이보천(李輔天)의 딸
        - 손자 : 박종의(朴宗儀)
        - 손자 : 박종채(朴宗采)
        - 손자 : 박종간(朴宗杆)

## 논란과 의혹
한때 그의 행적이 자세하게 전하지 않아 일찍 사망했다는 설이 돌기도 했다.

## 같이 보기
- 노론
- 박지원
- 박제가
- 박종채
- 권상하
- 박규수
- 송시열
- 홍대용
- 박정양
- 박영효